# خميس نكا
خميس نكا هي جماعة قروية بإقليم آسفي، جهة مراكش اسفي  تقع جنوب شرقي سبت كزولة وتبعد عن مدينة آسفي في المغرب بحوالي 34 كلم. تضم خميس نكا 20.797 نسمة (إحصاء 2014). أبرز دواويرها العبادلة والحمامدة والجريفات الكراكرة لاسيتي الحموشة الشراشمة  والرحاحلة والمهاودة والدرادرة والعبابسة،  المدينة  المداحة الكميحاة العداروة الدوراة 
العويد ولد بن عكيدة ولد حميد  والمساتة ثم جاء التقسيم الحالي فأُلحقت بها الدواوير المحيطة ومن أبرزها: دوار الحميدات والطهاهرة والربابحة وأولاد جلول وأولاد بن زهرة وأولاد مومن وعدة دواوير ذات طابع هضابي كبير وتعتمد في نظامها الاقتصادي على الفلاحة البورية وتربية المواشي والهجرة المكثفة إلى غرب المغرب وجنوبه.